# NGC 761
NGC 761 is een balkspiraalstelsel in het sterrenbeeld Driehoek. Het hemelobject werd op 11 oktober 1850 ontdekt door de Ierse astronoom William Parsons.

## Synoniemen
- PGC 7395
- UGC 1439
- MCG 5-5-36
- ZWG 503.64
- VV 425